# 1-этил-3-(3-диметиламинопропил)карбодиимид
1-Этил-3-(3-диметиламинопропил)карбодиимид (англ. 1-Ethyl-3-(3-dimethylaminopropyl)carbodiimide; EDC, EDAC или EDCI) — органическое вещество, водорастворимый карбодиимид, как правило, в виде гидрохлорида. Используется для активации карбоксильной группы для последующего связывания первичного амина с образованием амидной связи. Кроме этого, EDC может использоваться для химической активации фосфатной группы. Применяется в пептидном синтезе, для сшивания белков с нуклеиновыми кислотами и приготовлении иммуноконъюгатов. Часто используется в комбинации с N-гидроксисукцинимидом или сульфо-N-гидроксисукцинимидом для повышения эффективности связывания или для стабилизации амино-реактивного продукта. Используется при pH от 4,0 до 6,0.
В органической химии EDC используется для связывания карбоксильной кислоты со спиртовой группой, при этом в качестве катализатора применяется 4-диметиламинопиридин (DMAP).

## Синтез
EDC коммерчески доступен. Может быть синтезирован соединением этилизоцианата с N,N-диметилпропан-1,3-диамином с образованием мочевины и последующей дегидратацией: